# Kavarma

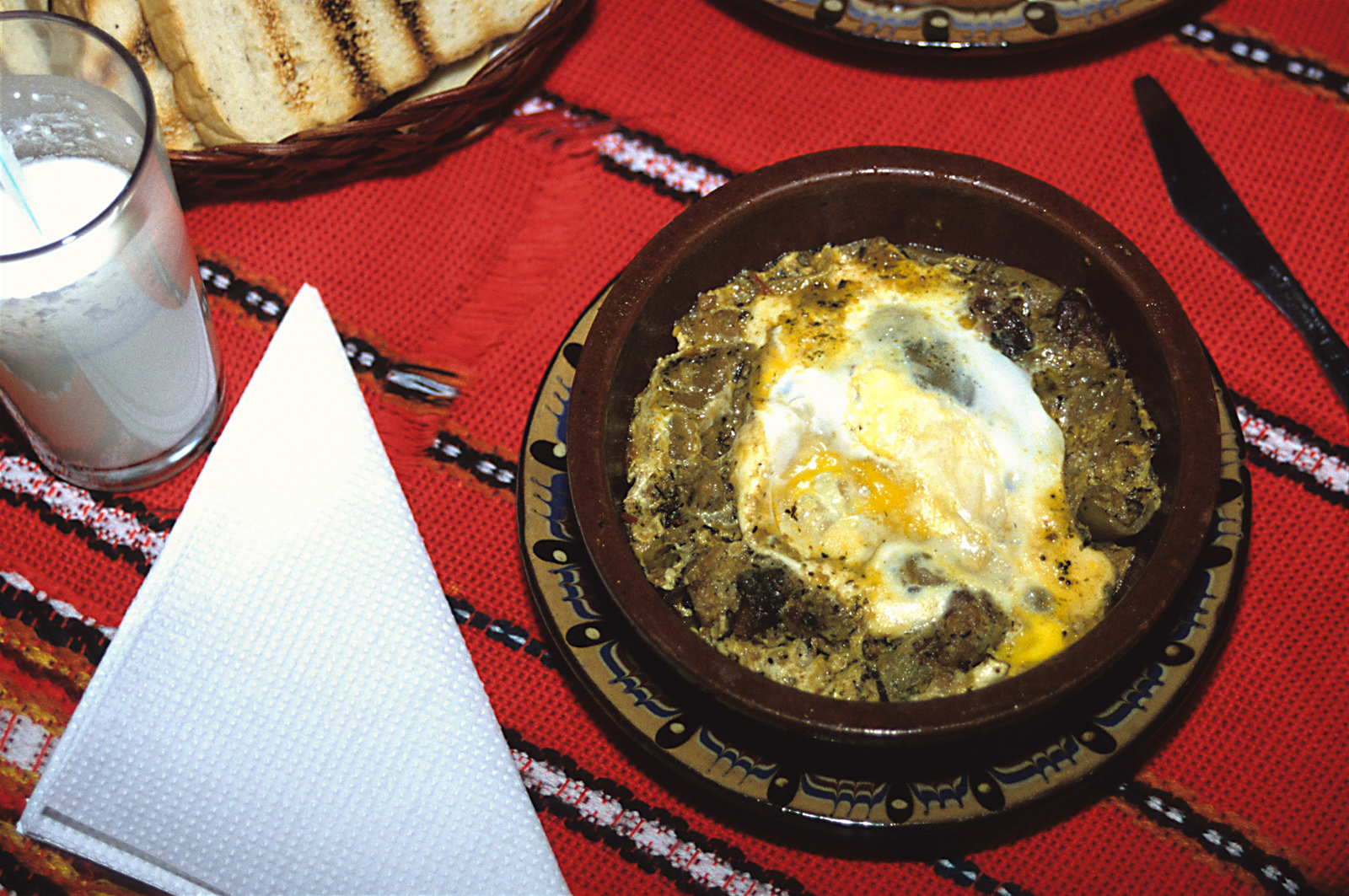
Kavarma à la Koprivshtitsa met een ei, geserveerd met brood en een glas Airan op een typisch Bulgaars tafelkleed

Kavarma (Bulgaars: каварма of кавърма) is een Bulgaars gerecht dat in de oven wordt bereid. Hiervoor worden typische ovenschotels gebruikt die precies één portie bevatten. Deze schotels worden op een schaal en met afgesloten deksel geserveerd. 
Hoewel het recept natuurlijk per streek en per kok verschilt, bestaat het in het algemeen uit:
- Stukjes vlees (varkens- of kippenvlees, afhankelijk van variant)
- Stukjes ui
- Tsjoebritsa (bonenkruid), een kruid uit het Balkan gebergte
- Stukjes peper en/of paprika
- Peper/zout